# Mawlawiyya

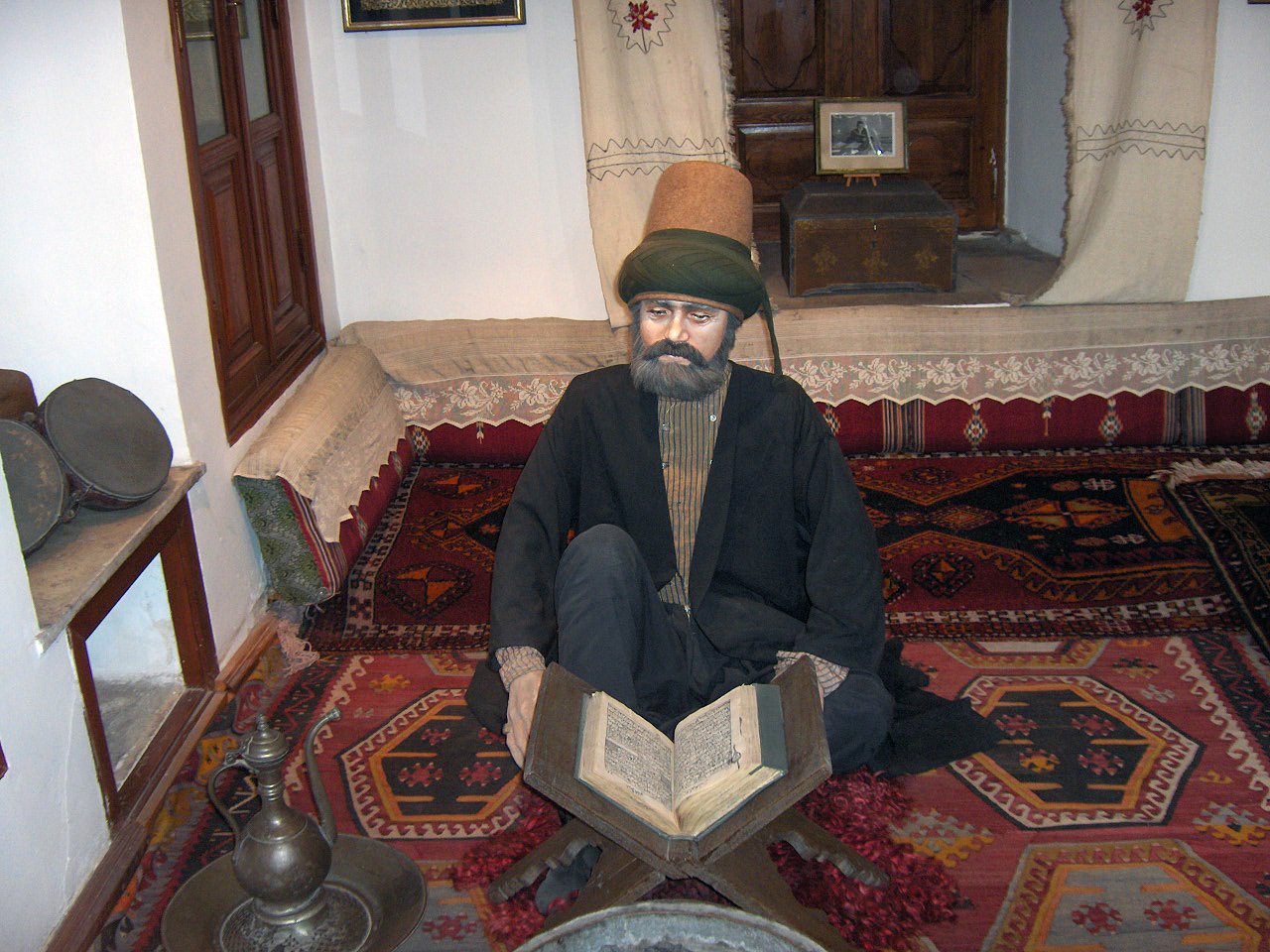
Modello di studente derviscio

Mawlawiyya (in turco Mevleviyye) è la nota confraternita islamica fondata da Jalal ad-din Rumi, poeta e sufi, meglio conosciuta in Occidente come la confraternita dei Dervisci rotanti.

## Storia

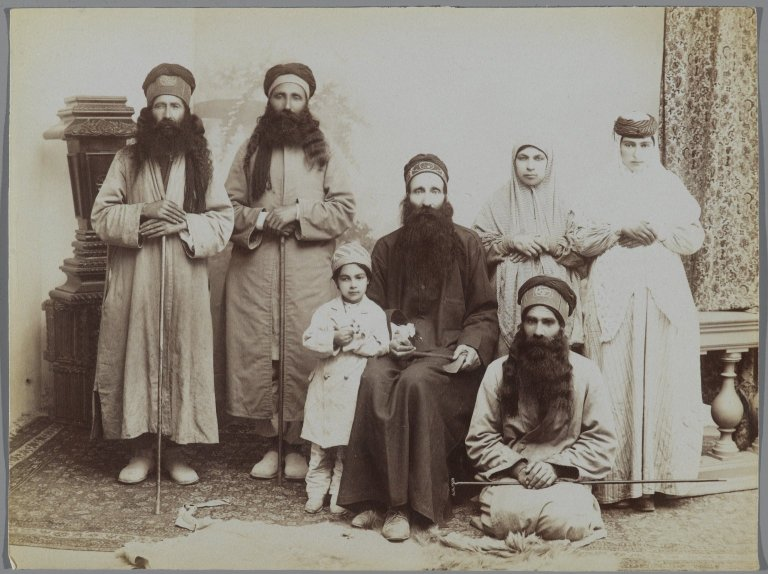
Una famiglia di Dervisci nell'800

La confraternita dei Mevlevi si è consolidata nel XV secolo, con lo sviluppo dell'Impero ottomano, stabilendo un rapporto di sangue con i sultani. Devlet Hatun sposò il sultano Bayezid I e il loro discendente fu Mehmet I. Da qui nacque l'ordine di successione. 
Molti dervisci furono ministri dei sultani, e l'associazione fece fiorire poeti e musicisti, come lo sceicco Ghalib, Ismail Ankaravi. Durante il dominio ottomano si crearono rami di dervisci nei Balcani, Siria, Libano Egitto,  con presenze anche a Gerusalemme. Attualmente sono molto presenti a Istanbul.

## Principi
L'ordine è stato fondato nel 1273 dai seguaci del poeta Rumî,  in particolare il suo successore Çelebi decise di costruire un Mausoleo per il poeta e di conseguenza suo figlio Baha-Al-Din costruì la scuola. 
La caratteristica dell'ordine è di pregare il proprio amore per Allah con la musica e la danza, in un rituale che ha il nome di "samāʿ". La danza è un movimento vorticoso in gruppo, che rappresenta un viaggio mistico di ascesa spirituale dell'uomo attraverso la mente e l'amore per il "perfetto". Girando verso la verità, il seguace del gruppo ascende verso l'amore, oltrepassando il Mondo e il Nulla. Dopo l'ascesi, si ritorna nel mondo comune, per comunicare la propria esperienza, concludendo la danza.